# Бойня в Дипэине
Бойня в Дипэине (бирм. ဒီပဲယင်း လူသတ်မှု) произошла 30 мая 2003 года в городе Депэин округа Сикайн в Мьянме, в ходе которой по меньшей мере 70 человек, связанных с Национальной лигой за демократию, были убиты толпой, поддерживаемой правительством. Кхин Ньюнт, бывший премьер-министром страны в то время, в своём интервью в апреле 2012 года заявил, что он лично вмешался в ход событий и отдал приказ своим подчинённым защитить Аун Сан Су Чжи и доставить её в ближайшую военную часть, чтобы спасти ей жизнь.

## Расследование
Азиатский центр правовой защиты (Asian Legal Resource Centre) соглашается с предварительными выводами Специальной комиссии по делу о Бойне в Дипэине, представленными 25 июня 2003 года. В выводах касательно нападения Специальная комиссия отметила, что оно было явно преднамеренным и хорошо организованным, о чём свидетельствуют следующие факты:
1. В отдаленную сельскую местность было свезено до 5000 человек с целью организации нападения на колонну.
2. Все нападавшие были хорошо вооружены и находились в заранее продуманных местах.
3. Перед прибытием кортежа местные власти приказали под жителям близлежащих деревень оставаться дома под угрозой применения насилия.
4. Власти вели систематические поиски и производили аресты выживших после нападения.

По мнению Азиатского центра правовой защиты, бойня в Дипэине явно представляет собой «умышленное широкомасштабное или систематическое умышленное нападение, направленное против гражданского населения» (статья 7.1 Римского статута Международного уголовного суда) и потому является преступлением против человечества. Тем не менее, до настоящего момента не было предпринято никаких серьёзных мер по факту массового убийства людей.